# 위계정
위계정(魏繼廷, 1038년? ~ 1107년)은 고려 중기의 문신이다. 장흥 위씨(長興魏氏)의 중시조인 대각간시중(大角干侍中) 위창주(魏菖珠)의 5세손이다. 고려 문종조에 과거에 급제한 후 1105년 문하시중(門下侍中)에 이르렀다. 문장에 능하였으며 청렴하고 바른 말을 간하기로 유명했다. 또한 동시대의 사람들과 달리 불교를 좋아하지 않았다. 최자는 그의 저서 《속파한집(續破閑集)》에서 위계정을 문장에 뛰어난 인물로 평하였다. 시호는 충렬(忠烈)이다.

## 생애
《고려사》 위계정 열전에는 문종 때 과거에 급제했다고 기록하고 있으나, 문종세가에는 위계정이 급제한 시기나 관직 활동에 대한 기록이 없다.
1085년 문종(文宗)의 아들인 대각국사(大覺國師) 의천(義天)이 송나라로 건너가 불교를 공부하고자 했으나 계속 허락을 받지 못하자 남몰래 송나라 상인의 배를 타고 떠나가 버렸다. 위계정은 선종(宣宗)의 명에 따라 배를 타고 나가서 의천을 찾았으나 끝내 찾지 못하고 되돌아 왔다.
1086년 음력 11월 왕을 따라 팔관회(八關會)에 참여했다가 환궁하던 중 눈이 내리던 날씨가 개자 선종이 왕족들에게 술잔을 올리고 장수를 축원하게 했으나 이자인(李資仁)과 위계정 등의 반대로 그만두게 되었다. 1088년 선종의 총애를 받는 첩 만춘(萬春)이 자신의 집을 크고 화려하게 짓자 위계정은 만춘의 집을 허물자고 청하였으나 선종은 듣지 않았다. 이후 관등절(觀燈節: 부처님 오신 날)에 베푼 연회에서 선종이 춤을 추어 보라고 명했으나, 위계정은 끝내 따르지 않았다.
1090년 고려에서는 호부상서(戶部尙書) 이자의(李資義)를 정사(正使)로, 위계정을 부사(副使)로 삼아 송나라에 사신으로 갔는데, 이자의가 진귀한 물품을 많이 사들인 반면 위계정은 아무것도 사지 않아 두 사람의 행동이 비교되었다. 이후 승진을 거듭하였는데, 1105년 숙종(肅宗)이 세상을 떠날 때 내린 유교(遺敎)에서 〈재신(宰臣) 위계정(魏繼廷) 이하 문무 백관……〉이란 구절로 시작되는 것으로 보아 당시의 조정 신하들 중 가장 중요한 인물로 여겨졌음을 알 수 있다.
1105년 음력 10월 예종(睿宗)이 등극한 후 문하시중(門下侍中)이 되었으나 병을 이유로 1년 가까이 조정에 나오지 않다가 1106년 음력 11월 사직을 청하였는데, 예종은 허락하지 않았으나 조정에 나오지 않았다. 예종이 스스로 쓴 조서를 내리면서 조정으로 불러들이자 그해 음력 12월 일시적으로 일을 처리했다. 이때 어사가 위계정이 오랫동안 조정에 나오지 않은 것을 이유로 파직시키라 했으나 예종은 따르지 않았다. 이 일을 두고 김부식(金富軾)의 형인 김부일(金富佾)은 어사가 위계정이 늙어서 조정 일을 돌보기 어려웠음을 고려하지 않은 잘못된 처사라고 비판하였다.
1107년 정월 위계정은 다시 사직을 청하여 예종의 윤허를 받아 치사(致仕)하였다. 예종이 위계정에게 여러 물품을 하사하자, 위계정은 글을 올려 녹봉을 받지 않겠다고 하였으나 예종은 받아들이지 않고 다시 조서를 내려 녹봉을 지급하게 했다. 그 후 얼마 지나지 않아 세상을 떠났다. 1124년 인종(仁宗)은 위계정을 예종 묘정에 배향하고 충렬(忠烈)이라는 시호를 내렸다.

## 위계정의 글
송나라의 심괄(沈括)은 그의 저서인 《보필담(補筆談)》에서 1087년 사신으로 온 위계정이 상원절(上元節: 정월대보름)에 지은 시를 기록하였다. 또 《동문선(東文選)》에는 요나라 8대 황제 도종(道宗)의 생일인 천안절(天安節)을 축하하는 글이 실려 있다.

## 위계정의 관직 역임
위계정이 거친 벼슬을 연대순으로 나열하면 다음과 같다.
| 연도          | 관직 |
| ------------- | --- |
| 문종 재위기간 | 이때 급제하였으며 나중에 좌보궐 지제고(左補闕知制誥)가 됨.                                                                                                |
| 1085년        | 송나라로 간 의천을 찾을 때 어사(御使)의 자리에 있었음. |
| 1088년        | 음력 9월 어사중승(御史中丞)으로 임명됨. 만춘(萬春)의 일로 선종에게 간언한 후 언제인지는 정확하지 않으나 추밀승선(樞密承宣)이 됨.                          |
| 1090년        | 음력 7월 송나라에 사신으로 갈 때 예부시랑(禮部侍郞)의 자리에 있었음.                                                                                      |
| 1101년        | 음력 6월 숙종에게서 판한림원사(判翰林院事)로 임명되었으며 음력 12월에는 중서시랑 동중서문하평장사(中書侍郞同中書門下平章事)로 임명되고 주국(柱國)을 겸함. |
| 1103년        | 음력 2월 수사도(守司徒) 판례부사(判例部事)로 임명됨. |
| 1104년        | 음력 12월 문하시랑 평장사(門下侍郞平章事)겸 태자소사(太子少師)로 임명됨.                                                                                  |
| 1105년        | 음력 6월 태자태부(太子太傅)가 되었으며 음력 11월 수태위(守太尉) 문하시중 상주국(上柱國)으로 임명됨.                                                       |

## 가족
- 증조부 : 위달(魏澾)[3]
  - 조부 : 위원보(魏原補)
    - 부 : 위기로(魏耆老)
      - 형 : 위계령(魏繼令)

    - 처부 : 황주량(黃周亮)[4]

## 참고 문헌
- 《고려사》[5]- 선종세가, 숙종세가, 예종세가, 위계정 열전, 종실(宗室) 대각국사 열전
- 《고려사절요》[6]
- 《동문선(東文選)》
- 《동사강목(東史綱目)》
- 《해동역사(海東繹史)》